# Adenia keramanthus
Adenia keramanthus är en passionsblomsväxtart som beskrevs av Hermann August Theodor Harms. Adenia keramanthus ingår i släktet Adenia och familjen passionsblomsväxter. Inga underarter finns listade i Catalogue of Life.